# Dez (fiume)
Il Dez (in persiano دز, Āb-e Dez; in greco antico Κοπράτης o Κοπράτας, Coprates) è un fiume lungo circa 400 del sud dell'Iran. Nasce 20 km a nord-est di Borūjerd sui monti Zagros. Lungo le sue sponde sorgono le città di Dezful (dalla quale il fiume prende il nome) e Khorramabad.

## Corso
Il fiume nasce vicino al villaggio di Chahār Borra e scorre a ovest di Borūjerd in direzione sud-est. 60 km dopo si unisce al fiume Mārbora a Do Rūd. Da qui il Dez scorre per 70 km in direzione sud-ovest. La ferrovia transiraniana, che va dal golfo Persico alla capitale Teheran, segue in questo tratto il corso del fiume. Dalla località di Keshvar il fiume cambia nuovamente direzione, piegando a sud-est, e a Tang-e Pānī, 30 km da Keshvar, raccoglie le acque del Bakhtiari. 25 km a nord-est della città di Dezful, il fiume lascia i monti Zagros ed entra nella pianura del Khūzestān. Qui il corso è arginato dalla diga del Dez, costruita nel 1963. Circa 100 km a sud di Dezful, il Dez confluisce nel Karun a Band-e.

## Storia
Il Dez è da tempo un fiume molto importante per la regione, come attestano gli antichi canali di irrigazione. I reperti indicano che esso è stato usato per l'irrigazione fin dalla preistoria.
Nell'antichità, durante le guerre tra diadochi, il generale Eumene sconfisse, nella battaglia del Coprates (317 a.C.), Antigono Monoftalmo.
Nel Medioevo il fiume era conosciuto come Jondīshābūr e si riteneva che avesse la sorgente nella regione di Esfahan. Il nome attuale del fiume deriva dalla città di Dezful, il cui nome deriva da una fortezza costruita su un ponte di pietra sul fiume. Tuttavia, non è ancora noto con certezza se gli Elamiti o gli Achemenidi abbiano costruito canali. La sede reale elamita di Choqa zanbil sorgeva sul fiume. Durante l'impero sasanide, su entrambe le sponde del fiume venne costruita una fitta rete di canali. Dopo la conquista araba dell'Iran, i canali caddero in rovina e furono successivamente distrutti nel corso delle invasioni mongole.
Negli anni '60, il governo iraniano decise di portare avanti un gigantesco programma di irrigazione, con l'obiettivo di poter irrigare circa un milione di ettari. La costruzione della diga del Dez fu il primo passo. Attualmente vengono irrigati 100000 ettari di terreno, ma il progetto ha provocato problemi sociali ed economici e conflitti con il tradizionale modo di vivere della popolazione.